# Thazhakara
Thazhakara es una ciudad censal situada en el distrito de Alappuzha en el estado de Kerala (India). Su población es de 14596 habitantes (2011). Se encuentra a 41 km de Alappuzha.

## Demografía
Según el censo de 2011 la población de Thazhakara era de 14596 habitantes, de los cuales 6719 eran hombres y 7877 eran mujeres. Thazhakara tiene una tasa media de alfabetización del 97,29%, superior a la media estatal del 94%: la alfabetización masculina es del 98,05%, y la alfabetización femenina del 96,65%.